# Diana Dobbelman
Diana Dobbelman (Berg en Dal, 16 maart 1939) is een Nederlands actrice.

## Carrière
Diana Dobbelman was al jong bezeten van toneel en wilde naar de Toneelschool in Maastricht. Uiteindelijk ging ze naar Londen waar ze aan Royal Academy of Dramatic Art studeerde. Na haar studie keerde ze terug naar Nederland en debuteerde in 1960 bij Toneelgroep Theater, waar ze rollen vertolkte in klassieke en moderne toneelstukken. In de jaren zestig was ze ook – zij het sporadisch – op de televisie te zien, meestal in kleine rollen. In 1969 speelde ze (als Diana Marlet) Gravin Ada van Couwenberg in de televisieserie Floris van Paul Verhoeven. Op toneel speelde ze voor verschillende gezelschappen en was ze naast Lex Goudsmit te zien in de musical Anatevka.
In de daaropvolgende dertig jaar was ze te zien in grote en kleine rollen in uiteenlopende films en tv-producties als Pastorale 1943, Het is weer zo laat!, De Fabriek, Dossier Verhulst en De Brug. Met name De Fabriek bracht haar roem bij het grote publiek. Ze vertolkte in deze succesvolle serie de rol van Janny Postma, de secretaresse van Dries, het hoofdpersonage uit de serie (gespeeld door Rudi Falkenhagen). Op het toneel vertolkte ze rollen in vrije producties, zoals verschillende kluchten van Het Theater van de Lach van John Lanting maar ook rollen in klassieke en moderne stukken.
Na 2000 nam ze wat gas terug maar bleef actief bleef als actrice. Ze had gastrollen in Baantjer en speelde Hennie Harmsen in de soapserie Goede tijden, slechte tijden, concentreerde ze zich op theatervoorstellingen als Steel Magnolia’s, Ontboezemingen en Calender Girls. Ook de film bleef ze trouw. In 2006 had ze een rol in de film Zwartboek en ook in de jaren daarna acteerde ze regelmatig in Nederlandse films en series.
| - 1962 - Lijmen (tv-film) - 1964 - De Roof van de gordel (tv-film) - Anthea - 1966 - Tim Tatoe (tv-serie) - Huh Onnie Ponnie - 1968 - Ja zuster, nee zuster (tv-serie) - Secretaresse - 1969 - Floris (tv-serie) - Gravin Ada - 1970 - De kleine zielen (tv-serie) - Adeletje - 1974 - Martha (tv-film) - Leonie - 1975 - Klaverweide (tv-serie) - Greet Kuipers - 1977 - Standrecht (tv-film) - Trudy - 1977 - Ieder zijn deel (tv-serie) - Annemarie - 1977 - Uit de wereld van Guy de Maupassant (tv-serie) - Iris - 1977 - De Kris Pusaka (tv-serie) - Bibliothecaresse Tropeninstituut - 1978 - Het is weer zo laat! (tv-serie) - Thea Fens - 1980 - Nee schat, nu niet (tv-film) - 1980 - De zesde klas (tv-serie) - Moeder van Jannie - 1981 - De Lemmings (tv-serie) - Ansje - 1981-1982 - De Fabriek (tv-serie) - Jannie Postma - 1982 - Samen alleen (tv-film) - 1983 - Sanne (tv-serie) - Marthe Arends - 1982-1983 - Armoede (tv-serie) - 1983 - Mensen zoals jij en ik (tv-serie) - Mevrouw Wiegman - 1985 - Kun je me zeggen waar ik woon? (tv-film) - Hoofdzuster - 1985 - 'n Moordstuk (tv-film) - Annelies - 1985 - De Poppenkraam (tv-serie) – Hofdame - 1986 - Er is er een jarig (tv-film) - Jacqueline - 1986-1987 - Dossier Verhulst (tv-serie) - Mevrouw Vermeulen - 1987 - Speurtocht naar vroeger (tv-film) - 1987 - Goeie Buren (tv-film) - Marga de Wit - 1987 - Schande (tv-film) - 1988 - Drie is te veel (tv-film) - Mary 's Gravesande - 1990 - Laat je niet kisten (tv-film) - 1990 - De brug (tv-serie) - Mevrouw Thijssen - 1991 - De zomer van '45 (tv-serie) - Moeder Bayens - 1991 - Suite 215 (tv-serie) - Corrie - 1992 - Medisch Centrum West (tv-serie) - Thea Jacobs - 1993 - Coverstory (tv-serie) - Jetta de Rooy - 1994 - De laatste carrière (tv-serie) - 1995 - Kink in de kabel (tv-film) - Hedda Bosman - 1995 – Baantjer (tv-serie) – Ria Piers - 1996 - In naam der koningin (tv-serie) - Mevr. Van Heemstra - 1995-1996 Toen was geluk heel gewoon (tv-serie) - Rinie Hooft - 1996 - Joop en Gaston (tv-serie) - 1994-1997 - 12 steden, 13 ongelukken (tv-serie) - Joke / moeder van Ooyen - 1998 - De club (tv-serie) - Alice - 2000 - De Geheime Dienst (tv-serie) - 2000 - Ernstige Delicten (tv-serie) - Mevrouw Groenink - 2002 - Echt waar (tv-serie) - moeder - 2004 - Baantjer (tv-serie) - Rietje - 2004-2005 - Het glazen huis (tv-serie) - directiesecretaresse - 2001-2002 - Goede tijden, slechte tijden (tv-serie) - Hennie Harmsen-Bolmans - 2006 - Grijpstra & De Gier (tv-serie) - Mrs. Mutsaars - 2007 - Flikken Maastricht (tv-serie) - Ms. De Jong-Steemans - 2008-2009 - SpangaS (tv-serie) - Esther Kleerkoper - 2013 - Malaika (tv-serie) - Mevrouw De Vries | - 1974 - Dakota - Helen - 1976 - Wan Pipel - 1977 - Blindgangers - Dokter - 1978 - Pastorale 1943 - Lerares - 1982 - De stilte rond Christine M. - Vrouw van psychiater - 1982 - Knokken voor twee - Moeder Freddie - 1983 - De mannetjesmaker - Hanna Cuypers - 1984 - Uindii - Renée - 1995 - Eveline (korte film) - 1996 - Doornroosje Disney fauna stem - 2006 - Zwartboek - Mrs. Smaal - 2008 - Elevador (korte film) – Vera - 2009 - De storm - Oude vrouw op zolder - 2012 - Roest (korte film) - Teuni - 2013 - Bobby en de geestenjagers - Martha - 2015 - De ontsnapping - Moeder De Groot - 2016 - Tot de dood ons scheidt (korte film) - Maris - 2017 - KOUD (korte film) - Hannie - 2022 - Zee van tijd - Masja (oud) - 1960 - Als de koekoek roept (Toneelgroep Theater) - 1960 - De duivel en God (Toneelgroep Theater) - 1961 - De wonderdoenster (Toneelgroep Theater) - 1961 - Meneer Topaze (Toneelgroep Theater) - 1961 - De weerstaanbare opkomst van Arturo Ui - Toneelgroep Theater - 1962 - De bruiloft – (Toneelgroep Theater) - 1962 - Naar het u lijkt (Ensemble) - 1963 - De knecht van twee meesters (Nieuwe Komedie) - 1966 - Anatevka - 1975 - Jan Klaasz in 't Kattegat (stichting Asselijn, o.l.v. Kitty Janssen/André v/d Heuvel) - 1977 - Met de hakken over de sloot (The Delsarte Compagnie) - 1981 - Rosa, Rosa, bloemen op je hoed (Hollands Diep) - 1983 - De bruidssluier bloeit niet meer (Hollands Diep) - 1984 - Er is er een jarig (De Mounties) - 1986 - Goeie buren (POC Productie BV) - 1986 - Drie is te veel – (John de Mol Produkties) - 1988 - De verbroken code (Joop van den Ende Toneelprodukties bv) - 1989 - Laat je niet kisten (Nederlands Theaterbureau B.V.) - 1990 - Op glad ijs (Impresariaat Jacques Senf & Partners) - 1991 - Vijf hoog het raam uit (John Lanting's Theater van de Lach) - 1992 - Kink in de kabel (John Lanting's Theater van de Lach) - 1996 - Lou Andreas Salomé of Was will das Weib (Theatergroep De Kern) - 1997 - Wat te doen met 2 miljoen? (Eddy van der Schouw Theaterprodukties BV) - 2001 - Blaffende beesten bijten beter (De Schouwburght Producties BV) - 2001 - Koning Willem I of Het verlies van België (Theatergroep De Kern) - 2003 - Anna, Hanna en Johanna (Theatergroep De Kern) - 2004 - Een zomerzotheid (Kik Productions) - 2006 - Juliana's derde weg (Theatergroep De Kern) - 2006 - Tot leven (Colline Theaterproducties) - 2007 - Steel Magnolias (V&V Entertainment B.V.) - 2007 - In volle glorie – (Colline Theaterproducties) - 2008 - Kwijt (Theatergroep De Kern) - 2010 - Als de dood - V&V Entertainment B.V. - 8 maart 2010 - 2010 - Ontboezemingen (Stichting Theaterwerk Spiriet) - 2012 - Calender Girls (Bos Theaterproducties) |